# Pienet Sikosaaret
Pienet Sikosaaret är en ö i Finland. Den ligger i sjön Syväri och i kommunen Kuopio i den ekonomiska regionen  Kuopio ekonomiska region  och landskapet Norra Savolax, i den centrala delen av landet, 400 km nordost om huvudstaden Helsingfors. Öns area är 2,2 hektar och dess största längd är 330 meter i sydöst-nordvästlig riktning.  Notera att namnet antyder att det är fråga om flera öar.